# La invención de América
La invención de América: Investigación acerca de la estructura histórica del Nuevo Mundo y del sentido de su devenir  es un libro del historiador mexicano Edmundo O'Gorman, publicado en 1958. Con este libro, O'Gorman atacó el establecimiento historiográfico mexicano en los años 1940 afirmando que la historiografía profesional de su país se hallaba atascada irremediablemente en una metodología pasada de moda y desinteresada por la filosofía.

## Contexto
Es a estas ideas a lo que responde O' Gorman, mostrando cómo a América se le ve meramente como un objeto esperando a ser encontrado por los demás, se le desprestigia su estatus de civilización. A diferencia de autores tradicionales, no usa las fuentes convencionales e inaugura así este estilo de escritura junto con obras como: La disputa del Nuovo Mondo. Storia di una polémica, The Aztec Image in Western Thought, The First Images of America y The Impact of the New World on the Old. A este nuevo estilo se le suma la ola de novelas de ficción de América Latina que reflexionaron sobre su historia y su presente. Estos autores causaron revuelo en Europa y fueron percibidas, en su mayoría, más como historia que como ficción: García Márquez, Vargas Llosa, Carlos Fuentes u Octavio Paz.

## Síntesis
El historiador mexicano Edmundo O'Gorman utilizando el término invención, pone en discusión el descubrimiento de América, y lo relata en su obra llamada la invención de América.
Los viajes de Cristóbal Colón no fueron a América ya que la interpretación con el pasado no puede tener efectos retroactivos y afirmar lo contrario, quitar a la historia la luz que ilumina su propio devenír, todos parten de una América ya hecha, pero hay que empezar por una América vacía, estudiando el proyecto de Colón que se basaba en atravesar el océano en dirección de occidente para alcanzar desde España, los litorales extremos orientales y así unir Europa y Asia.
Colón se basó en dos supuestos y concluyó que el globo terráqueo era mucho más pequeño de lo que decían y que el Theatrum Orbis Terrarum era mucho más largo de lo que se pensaba. Él consideraba la proximidad de las costas atlánticas de Europa y Asia pero algo andaba mal ya que la longitud de la tierra debería alargarse para hacerlo plausible y el riesgo era que las costas de África no terminaran arriba de Ecuador. Recibió la ayuda de los reyes católicos ya que, éstos tenían rivalidad con Portugal y también porque era poco lo que podían ganar y perder, además tenían la posibilidad de obtener algunas islas ubicadas en el atlántico, con el fin de ejercer un acto de soberanía sobre las aguas del océano.
En 1492, Colón pensó haber llegado a Asia, a pesar de haber visto indígenas desnudos, no se quitaba la idea de estar en Asia y con esa idea persistió. Por esto Bartolomé de las Casas atribuye esta frase a Colon: «cosa maravillosa como lo que el hombre mucho desea y asienta una vez con firmeza en su imaginación, todo lo que oye y ve ser en su favor en cada paso se le antoja»[cita requerida] .Colón no encontró estas tierras por error, la corona lo impulsó pensando que estas tierras le iban a ser provechosas, por este motivo las querían asegurar jurídicamente el señorío sobre ellas, pero no podían suponer que la isla encontrada eran las indias ya que corrían el riesgo de que no fuese así y perdieran el poder sobre ellas, por esto se esclareció el poder que tenían dejando lugar a la duda.
En la segunda parte del libro O'Gorman explica que muchas personas no creían la teoría de Colón, sino que se trataba de una idea sin fundamentos y que la supuesta longitud de la Isla de la tierra era una posibilidad, pero por otro lado, Colón tenía todo el apoyo de la corona y de los teóricos que creían que su hipótesis era correcta, fue ahí cuando la corona pidió a Colón una serie de pruebas que ayudarían a determinar si de verdad llegó a India como él pensaba o se trataba de otra cosa. En su segundo viaje él tenía que demostrar que su teoría era una verdad científicamente comprobada, si no lograba las consecuencias podían ser muy graves. El fracaso de este viaje, iniciado el 25 de septiembre de 1493, se tradujo inmediatamente en desprecio por Colón y en un creciente desprestigio de la empresa.
O'Gorman también explica que a pesar de que Colón había visto que su teoría podía estar equivocada, tuvo la idea de hacer que la tripulación testifique bajo juramento, en el cual decía que lo que habían explorado era demasiado para ser una sola isla y los obligó a decir que "antes de muchas leguas, navegando por la dicha costa (es decir, la que Colón tenía por ser la del Quersoneso Áureo), se hallaría tierra donde tratan gente política, y que saben del mundo" y que la ilusión de regresar fue sin duda el motivo que persuadió a todos a firmar tan extraordinario documento y cuando Colón mencionó la idea de continuar el viaje y circunnavegar el globo aumentaba la grave condición de los navíos y la falta de alimento, esto debió asustar mucho a la tripulación. Poco tiempo después se enfermó de fiebre amarilla y estuvo al borde de la muerte en la Villa de la Isabela, donde lo esperaba su hermano Bartolomé con todo su apoyo y junto a él lo esperaba la dura mirada de la corona y de la sociedad española.
En 1496, en el regreso de Colón a España, nadie sabía de la existencia de una nueva tierra. En su tercer viaje, el 30 de mayo de 1498, Colón se formó el proyecto de navegar hacia el sur hasta alcanzar regiones ecuatoriales. Pretendía, establecer contacto con Asia y buscar el paso al Océano Índico que, según la imagen que tenía de ellos, estaría por esas latitudes. En el paralelo 9° de latitud norte aportó en una isla bastante poblada por gente más blanca por lo que bautizo a la isla como la isla Trinidad. Colón pensó que estaba en un archipiélago adyacente al extremo meridional del orbis terrarum pero al explorarlo se dio cuenta de su error y de que la ubicación de lo que pensaba no existía donde el suponía. Para evitarse la hipótesis de que había encontrado una gran tierra y tener que dar explicaciones asumió que había encontrado una parte del Paraíso Terrenal donde existía una fuente de donde procedían los cuatro grandes ríos del orbis terrarum. Colón pensó que la Tierra no era una esfera perfecta sino de forma de pera.
Para saber cual fue el planteamiento de Colón se necesita examinar más de sus cartas. Tanto en la carta al rey católico, 18 de octubre de 1498, como en otra carta que Colón dirigió a doña Juana de la Torre, o en su carta dirigida al papa en 1502, Colón  expone los descubrimientos y logros de sus viajes y plantea el haber encontrado una nueva tierra. Pero este planteo le podía acarrear nuevos problemas a los papas, al tener que plantear la existencia de un "otro mundo", aunque finalmente lo hace, con cierta timidez.
Al enfocarnos en el cuarto y último viaje de Colón, se entiende claramente cómo él comprendió lo establecido por Américo Vespucio para encaminarse en su exploración, aquella enfocada en una península más en Asia, mientras que Vespucio también comprendió la tesis establecida por Colón en la cual menciona la realidad existente de ese nuevo mundo. Colón había regresado con la idea de que todo era un mismo mundo, por su parte Vespucio regresó con la idea de que había dos mundos. En concreto Colón afirmaba que aquella tierra firme austral era el “nuevo mundo” pero esta concepción discrepaba con la idea de Vespucio ya que según él, este término desbordaba el marco de concepciones e indicios habituales. En este punto se termina la idea de Colón para enfocarnos en la promesa histórica de Vespucio. Las nuevas tierras fueron comprendidas como dos islas oceánicas, este fue un primer intento para declararlas como entidades geográficas independientes una de la otra, aunque fue una noción inaceptable para el cristianismo debido a la variedad de mundos. Este primer intento, fue muy cierto ya que se concibe la idea de que esta era una gran isla en un principio pero que con el tiempo se fue desprendiendo en su totalidad, esto permite conceder a cada una un sentido propio. Por otra parte, es importante recurrir al texto de Vespucio conocida como Lettera en la cual se retomó la crisis que presentó Colón al verse forzado a reconocer que la tierra que él encontró no era perteneciente al Orbis Terrarum. Vespucio por su parte no interfirió en cuanto a esta implicación, que era muy necesaria y que provocaría en este punto que América fuese inventada. Por último ya se entiende cómo América llegó a ser una invención y cómo apareció en la cultura como en la historia, esto llegó a nosotros no desde la perspectiva de Colón sino desde una perspectiva universal basada en una serie de hipótesis que se basan en conceder un sentido propio que lo enfoca como “la cuarta parte del mundo”, aunque es importante recalcar que se desconoce por qué fueron concedidas esas tierras bajo ese nombre lo cual abre nuevas puertas a nuevas investigaciones.